# 나의 위험한 아내
《나의 위험한 아내》(僕のヤバイ妻)는 일본의 2016년 2분기 간사이TV에 방송됐던 텔레비전 드라마이다.

## 기획 의도
아내를 죽이려고 한 남편이 아내의 진심을 알게 되는 이야기를 그린 드라마이다.

## 방송 일정
| 방송 채널                | 방송 기간                         | 방송 시간                       | 방송 분량 | 화차   | 비고 |
| ------------------------ | --------------------------------- | ------------------------------- | --------- | ------ | ---- |
| 간사이TV (후지TV 가맹국) | 2016년 4월 19일 ~ 2016년 6월 14일 | 매주 화요일 밤 10시 ~ 10시 54분 | 54분      | 총 9화 |      |

## 등장 인물
- 이토 히데아키
- 기무라 요시노
- 아이부 사키
- 아사카 코다이
- 마시마 히데카즈
- 키무라 미도리코
- 타카하시 잇세이
- 사토 류타
- 미야사코 히로유키

## 같이 보기
- 2016년 일본의 텔레비전 드라마 목록